# شبكة الاتصالات الإلكترونية
شبكة الاتصالات الإلكترونية هي نوع من المنتديات المحوسبة أو الشبكة أو بعض التطبيقات الإلكترونية التي تسهل تداول المنتجات المالية خارج البورصات التقليدية. شبكة الاتصالات الإلكترونية عمومًا هو نظام إلكتروني ينشر على نطاق واسع الطلبات التي يدخلها صناع السوق إلى أطراف ثالثة ويسمح بتنفيذ الأوامر كليًا أو جزئيًا.